# 坍塌搜救專隊
災難應變救援隊（英文：Disaster Response and Rescue Team (DRRT))（前稱：坍塌搜救專隊；Urban Search And Rescue Team(USAR)）其前身為，於2009年11月7日成立，隸屬於香港消防處特種救援隊，負責處理樓宇、橋樑、隧道、山坡、山泥傾瀉等重大坍塌事故的城市搜索及拯救任務。

## 組織
災難應變救援隊的人員從特種救援隊中挑選組成，人員日常被編入紅、黃及藍3隊，分別駐守於香港總區西灣河消防局、九龍總區啟德消防局及新界總區東涌消防局；每局每日至少有8名人員當值，以每3個月輪更制執勤，日班及夜班分別有7輛及3輛救護人員當值的救護車候命。另外，災難應變救援隊轄下設有搜救犬隊。
人員輪流候命準備隨時執行任務，每次候命總期為3月；平常則執行日常崗位的職務。一旦發生重大坍塌事故，就會奉命出動。因應需要，災難應變救援隊亦會出勤出境協助境外事故處理。

## 歷史
2008年，香港消防處派遣特種救援隊協助處理四川大地震的拯救行動。事發過後，有見及此，處方認為有需要進一步提升人員處理坍塌事故的能力，以防範於未然。因此於同年7月，挑選出600名精英接受為期5天的坍塌專業訓練，通過考核的百多人，被納入至新成立的坍塌搜救專隊。 
坍塌搜救專隊於2009年11月7日成立，首次奉召出勤的為馬頭圍道唐樓倒塌事件。經歷過上述事件後，消防處於2010年投資了710萬港元，用作全面提升坍塌搜救專隊力量，包括引進2頭拉布拉多坍塌搜救犬，引入自中國地震局，以協助提升救援效率，同時派出兩名人員接受為期3月的領犬員訓練，耗資22萬港元，於2011年1月10日開始投入服務；引入了一輛價值220萬港元的坍塌搜救車，於2011年5月投入服務。此外，處方在上水物色場地，建議使用300萬港元以建造坍塌搜救訓練場，預計於2011年投入服務。
2011年年初，搜索犬專隊成立。同年9月15日，消防處投資500萬港元在上水興建的坍塌搜救專隊訓練場啟用。
2023年，消防處因應坍塌搜救專隊的簡稱容易令市民誤解，因此改名為災難應變救援隊。
== 遴選訓練 ==災難應變救援隊訓練場地初時暫時設於西九龍救援訓練中心附近的臨時場地，於2011年9月15日起改為位於上水的坍塌搜救專隊訓練場。
投考加入災難應變救援隊的人員必須擁有要好的體能及心理質素，擁有獨立思考能力，無幽閉恐懼症。人員須在各項體能考試達120分，於21分鐘完成4.8公里跑步測試，再須通過嚴格的訓練方可成功入隊，並且赴於海外（包括英國、美國及澳洲等）接受相關訓練，考獲國際認可的坍塌搜救資格等。。人員均曾接受過進階坍塌搜救訓練、大型事故訓練及大型救援工作訓練等

## 裝備
個人

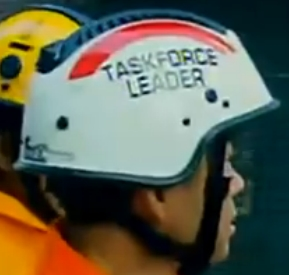
坍塌搜救專隊指揮官盔

- 頭盔：為款式 Team Wendy SAR Exfil (配備護目鏡，耳機支架以及3M護耳罩)。
  - 指揮官：白底色配紅色反光條紋(3M 反光貼)
  - 隊長：紅底色配白色反光條紋(3M 反光貼)
  - 消防人隊員：黃底色配白色反光條紋(3M 反光貼)
  - 救護人隊員：綠底色配白色反光條紋(3M 反光貼)
  - 工程人員：藍底色配白色反光條紋(3M 反光貼)
- 口罩：為N95款式。
- 3M N95口罩
- 設有反光帶的耐磨連身工作服-工作服胸口位置有官階貼章
- 小腰包/大腿包【裝有小型爆破工具】(個人選擇)
- 高防護性手套
- 護肘及護膝
- 具備抵抗切割功能的皮靴
- 皮靴：具備抵抗切割功能[9]。

工具
- 通訊器
- 切割器具
- 電動鑽孔機
- 司馬圖快速爆破器：為一套液壓工具，其萬能剪機及積躉接駁至起動泵後，即可以進行剪割、拖拉、推動、折斷、擘分、起重及爆破等不同工序。
- 窺視鏡
  - 伸縮窺視鏡
  - 便攜式窺視鏡：配備一條長10米的接駁喉管，配備分別為9毫米及17毫米闊、而且內置光源的攝像鏡頭（可以額度配備鉤或磁鐵），能夠即時將攝取畫面顯示在2.4寸的彩色螢幕上。
  - 視頻內窺鏡
- 探測器
  - 生還者探測儀：輕巧、僅須一人操作，配備可以伸縮的攝像鏡頭及收音及揚聲裝置，能夠探測聲音，並且與被困者溝通。
  - 生命探測儀：康倍CSI-1000，輕巧、僅須一人操作，其收音及揚聲裝置具備防水、防火花及防震功能，能夠探測聲音，並且與被困者溝通。
  - 生命探測器[10]（LifelocatorIII+）：合共4部，於2010年9月投入運作，斥資120萬港元，利用振動感應器及聲音收發器將被困者的呼吸及脈搏微動及聲音收集（可以穿透6米厚的瓦礫），增強其轉化為可觀及可聽的訊息，並且將其所在位置確定[11]。
  - 聲納探測器
  - 熱能探測器
  - 視像探測器[12]
- 便攜式救援系統：HRS-93，輕巧、僅須一人操作，組件包括擁有10公噸剪力的金屬剪刀、擁有4公噸張力的鴨咀擴張器及擁有7.2公噸剪力的鋼筋閘剪。
- 電動液壓救援工具：可以用以在狹窄空間內用作支撐有倒塌危機的牆壁橫樑，並且搜尋被埋在瓦礫下的生還者[13]。
- 八爪魚重型拯救系統，價值48萬港元，於荷蘭購入，可將重物提升至最高的2米，最大頂升力有132噸[14]。

車輛
坍塌搜救專隊備有特別製造的消防車，可以配備重型的搜索及拯救裝備，該車耗資220萬港元製造，於2011年5月投入服務。坍塌搜救車為四輪驅動，可以在崎嶇的路面上面行駛，並且配備各種搜索、爆破及拯救器材，另有亦備有獨立發電機、全方位探射燈、小型工具維修間及活動式帳篷等，用以應付樓宇倒塌及山泥傾瀉等事故。坍塌搜救車至今駐守位於九龍總區的啟德消防局。
| 車牌  | 車身           | 備註 |
| ----- | -------------- | --- |
| F7201 | 吊臂運輸車     | 車頭寫有白色「USAR」字樣，車身有白色「特種搜救」及「USAR」字樣，駕駛室後設有一座摺疊式油壓吊臂。                         |
| F731  | 搜救犬車       | 豐田Hiace第五代客貨車，用作運輸搜救犬，車廂採用全玻璃窗，車箱內設有金屬狗籠，車尾設有特制摺疊式踏板供搜救犬上落。        |
| F732  | 搜救犬車       | 豐田Hiace第五代客貨車，用作運輸搜救犬，車廂採用全玻璃窗，車箱內設有金屬狗籠，車尾設有特制摺疊式踏板供搜救犬上落。        |
| F2101 | 坍塌搜救車     | 起初車身中文字樣為「搜救車」，其後改為「坍塌搜救」。車身有白色「特種搜救」及「USAR」字樣，車頭寫有紅底白字「USAR」字樣。 |
| F2711 | 啟德大搶救車   | 車頭標有「坍塌USAR搜救」字眼，車尾標有「USAR坍塌搜救」字眼 *九龍                                                         |
| F2701 | 西灣河大搶救車 | 車頭標有「坍塌USAR搜救」字眼，車尾標有「USAR坍塌搜救」字眼 *港島                                                         |
| F2713 | 東涌大搶救車   | 車頭標有「坍塌USAR搜救」字眼，車尾標有「USAR坍塌搜救」字眼 *新界                                                         |

## 已知行動紀錄
- 2010年1月29日：馬頭圍道唐樓倒塌事件[18]
- 2011年6月9日：新界屯門永業大廈[19]
- 2013年3月25日：新界沙田香港科學園第3期辦公大樓地盤發生棚架倒塌嚴重事故[20]，工人於2樓灌漿時，支撐的金屬棚架隆然崩塌，面積達150平方米未竣工的建築物，連帶鋼筋、模板及石屎，由15米高陷落地面，3名工人下墜，部分工人緊捉鋼筋幸免於難，地面4名工人則及時躲進空位而保命，意外共造成5名工人受傷，其中1名工人盆骨碎裂命危，坍塌搜救專隊出動[21]。
- 2013年8月，廣深港高鐵香港段一處隧道工程塌泥，1名工人被埋，坍塌搜救專隊出動，惟於到達前工人已經被拯救逃生[22]。
- 2016年5月20日：香港城市大學胡法光運動中心天花倒塌事故。
- 2018年2月10日：大埔公路雙層巴士翻側事故。
- 2018年6月5日：新蒲崗五芳街27至29號永濟工業大廈9樓三級火警
- 2019年3月18日：港鐵中環站列車相撞事故中，協助將相撞後嚴重移位的港鐵列車移回路軌[23]
- 2022年9月7日：安達臣道地盤天秤倒塌事故
- 2023年2月8日：赴土耳其參與2023年土耳其－敘利亞地震搜救行動 [24]
- 2023年3月20日：呈祥道巴士傾側事故。
- 2025年3月29日：赴緬甸參與2025年緬甸地震搜救行動。

## 以坍塌搜救專隊為題材的作品
坍塌搜救專隊角色於2010年電視劇《火速救兵》中首次亮相。

### 電視劇
- 《火速救兵》──《一秒之差》（2010）
- 《怒火街頭2》（2012）
- 《火速救兵IV》──《生死時刻》（2018）
- 《【突破時空 拯救生命】》(2019)

https://www.youtube.com/watch?v=urIVFyrd-PA （页面存档备份，存于）
- 《【坍塌搜救專隊 X 36小時操練】》(2021)

https://www.facebook.com/hkfsd.gov.hk/videos/%E5%9D%8D%E5%A1%8C%E6%90%9C%E6%95%91%E5%B0%88%E9%9A%8A-36%E5%B0%8F%E6%99%82%E6%93%8D%E7%B7%B4/474607706895682/ （页面存档备份，存于）

## 相關參見
- 警察搜查隊
- 高空搜查隊
- 警察高空工作隊

## 外部連結
- 坍塌搜救隊應付特殊救災（页面存档备份，存于）
- 專隊訓練場提升坍塌搜救效率 (15.9.2011)（页面存档备份，存于）